# Consejo Nacional para la Salvaguardia de la Patria
El Consejo Nacional para la Salvaguardia de la Patria (en árabe: المجلس الوطني لحماية الوطن‎, en francés: Conseil national pour la sauvegarde de la patrie, CNSP) es una junta militar gobernante del país de Níger, luego del golpe de Estado de Níger de 2023 que derrocó al presidente Mohamed Bazoum.

## Creación
En la noche del 26 de julio de 2023, el coronel mayor de la Fuerza Aérea de Níger Amadou Abdramane anuncio mediante el canal de televisión estatal Télé Sahel que el presidente Mohamed Bazoum había sido detenido por la guardia presidencial en su residencia oficial en la capital Niamey y había sido destituido del poder, y anunció la formación de la junta. Sentado y flanqueado por otros nueve oficiales uniformados, dijo que las fuerzas de defensa y seguridad habían decidido derrocar al gobierno de Bazoum "debido al deterioro y la mala gestión de la situación de seguridad y al mal gobierno". También anunció la disolución de la constitución del país, la suspensión de las instituciones estatales, el cierre de las fronteras del país y un toque de queda a nivel nacional desde las 22:00 de la noche hasta las 05:00 de la mañana hora local hasta nuevo aviso, al tiempo que advirtió contra cualquier intervención extranjera.
El 27 de julio, el Coronel Abdramane anunció mediante la  televisión estatal que se suspenderían indefinidamente todas las actividades de los partidos políticos en el país hasta nuevo aviso. La dirección de las Fuerzas Armadas Nigerinas emitió un comunicado firmado por el jefe del Estado Mayor del ejército, el general Abdou Sidikou Issa, declarando su apoyo al golpe de Estado, citando la necesidad de "preservar la integridad física" del presidente y su familia y evitar "un enfrentamiento mortal" ... que podría crear un baño de sangre y afectar la seguridad de la población".

## Liderazgo
El 28 de julio de 2023, el comandante de la guardia presidencial, el general Abdourahamane Tchiani, el cual se autoproclamó presidente del consejo en un discurso en Télé Sahel, dijo que el golpe se dio para evitar "la desaparición gradual e inevitable" del país, y dijo que Bazoum había tratado de ocultar "la dura realidad" del país, a la que llamó "un montón de muertos, desplazados, humillación y frustración". También criticó la estrategia de seguridad del gobierno por su supuesta ineficacia, pero no dio un cronograma para el regreso a un gobierno civil.

## Miembros
- General de la brigada: Abdourahamane Tchiani - presidente.
- General de división: Salifou Modi - vicepresidente.[12]
- General de división: Abdou Sidikou Issa.
- General de división: Moussa Salaou Barmou - jefe personal de las fuerzas armadas.[13]
- Coronel mayor: Amadou Abdramane - portavoz.